# ニュートン (単位)
ニュートン（英: newton、記号: N）は、 国際単位系（SI）における力の単位。1ニュートンは、1 kgの質量を持つ物体に1 m/s2の加速度を生じさせる力である。名称は古典力学で有名なイギリスの物理学者アイザック・ニュートンに因む。
習慣的にトルクの単位であるニュートンメートルのメートルを省略し「ニュートン」と言う場合があるが、誤用である。

## 名称
「ニュートン」（newton）の名称は、1904年4月にブリストル大学のデビッド・ロバートソン（1875-1941）が提唱したものである。
1913年の第5回国際度量衡総会は、ニュートンを力の単位として提案した。
1946年、国際度量衡委員会（CIPM）において、力の単位は1キログラムの質量に1 m/s2 の加速度を生じさせる力であるとの定義が決議された。
1948年の第9回国際度量衡総会（CGPM）は、このMKS単位系における力に「ニュートン」（newton）の名称と記号「N」を与える決議を採択した。
人名に因む計量単位であるため、単位記号は大文字・立体の「N」と表記される。ただし英語で本単位の意味であるニュートンと書き出す場合は「newton」とする（国際単位系#単位の英語名称、一般的にアイザック・ニュートンを含め人名を示す場合は「Newton」とする。）。

## 定義
1ニュートンは、1キログラムの質量をもつ物体に1メートル毎秒毎秒（m/s2）の加速度を生じさせる力と定義される。運動の第2法則はF = maとし、Fが力、mが質量、aが加速度である。単位で表すと以下のようになる：
| F   | = | m   | ⋅ | a    |
| 1 N | = | 1kg | ⋅ | m/s2 |

つまり、物理単位で書き表すと N = kg·m/s2 （キログラムメートル毎秒毎秒）となる。
また、次元解析で{\displaystyle {\mathsf {F}}}を力、{\displaystyle {\mathsf {M}}}を質量、{\displaystyle {\mathsf {L}}}を長さ、{\displaystyle {\mathsf {T}}}を時間とした場合の式：
{\displaystyle {\mathsf {F}}={\frac {\mathsf {ML}}{{\mathsf {T}}^{2}}}}

## 重量
重量が重力によって2つの物体の間に働く力と定義されているので、ニュートンはまた重量の単位でもある。重力加速度は地球上の場所によってわずかに異なるが、地球表面において質量1キログラムの物体の重量は約9.81ニュートンである。
重量キログラムは標準重力上で質量1 kgの物体の重量を1 kgfと定義している。

### リンゴによる力の表現
ニュートンのリンゴについての逸話にちなんで、力学の教科書での重力の説明にリンゴを用いたり、リンゴ1個に働く重力が 1 N であるという説明がなされることがある。
より正確には質量102 g のリンゴに働く重力が、0.102 kg × 9.80665 m/s2 = 1.00 N ということになる。ただし、日本で流通しているリンゴは海外と比較して大きいものが多く、質量が102 g を上回る品種がほとんどである。
リンゴの比重が 1.0 （水と同じ）であり、真球であるとすると、質量102 g のりんごの直径は約 5.8 cm となる（超球の体積#公式）。このことからも、実際の市販されているリンゴとしては小さすぎることが分かる。このため、リンゴに替えて、1 N を、みかんやキウイまたは単1マンガン乾電池 1個に働く重力との説明もある。

## 換算
| |            | 変換後             | 変換後         | 変換後           | 変換後           | 変換後           |
| ニュートン（SI単位） N                                                                                 | ダイン dyn | 重量キログラム kgf | 重量ポンド lbf | パウンダル pdl   |                  |                  |
| --- | ---------- | ------------------ | -------------- | ---------------- | ---------------- | ---------------- |
| 変換前                                                                                                 | 1 N        | =1 kg·m/s2         | =105 dyn       | ≈0.10197 kgf     | ≈0.22481 lbf     | ≈7.2330 pdl      |
| 変換前                                                                                                 | 1 dyn      | =10−5 N            | =1 g·cm/s2     | ≈1.0197×10−6 kgf | ≈2.2481×10−6 lbf | ≈7.2330×10−5 pdl |
| 変換前                                                                                                 | 1 kgf      | =9.80665 N         | =980665 dyn    | =gn·(1 kg)       | ≈2.2046 lbf      | ≈70.932 pdl      |
| 変換前                                                                                                 | 1 lbf      | =4.4482216152605 N | ≈444822 dyn    | ≈0.45359 kgf     | =gn·(1 lb)       | ≈32.174 pdl      |
| 変換前                                                                                                 | 1 pdl      | =0.138254954376 N  | ≈13825 dyn     | ≈0.014098 kgf    | ≈0.031081 lbf    | =1 lb·ft/s2      |
| 重量ポンドの値は、公式には重量キログラムによって定義されている標準重力加速度 gn を用いて計算している。 |            |                    |                |                  |                  |                  |

| 基本単位   | 力・長さ・時間  | 力・長さ・時間  | 重さ・長さ・時間   | 重さ・長さ・時間   | 質量・長さ・時間 | 質量・長さ・時間 | 質量・長さ・時間 | 質量・長さ・時間 |
| ---------- | --------------- | --------------- | ------------------ | ------------------ | ---------------- | ---------------- | ---------------- | ---------------- |
| 力 (F)     | F = m⋅a = w⋅a/g | F = m⋅a = w⋅a/g | F = m⋅a/gc = w⋅a/g | F = m⋅a/gc = w⋅a/g | F = m⋅a = w⋅a/g  | F = m⋅a = w⋅a/g  | F = m⋅a = w⋅a/g  | F = m⋅a = w⋅a/g  |
| 重さ (w)   | w = m⋅g         | w = m⋅g         | w = m⋅g/gc ≈ m     | w = m⋅g/gc ≈ m     | w = m⋅g          | w = m⋅g          | w = m⋅g          | w = m⋅g          |
| 単位系     | BG              | GM              | EE                 | M                  | AE               | CGS              | MTS              | SI(MKS)          |
| 加速度 (a) | ft/s2           | m/s2            | ft/s2              | m/s2               | ft/s2            | Gal              | m/s2             | m/s2             |
| 質量 (m)   | slug            | slug            | lbm                | kg                 | lb               | g                | t                | kg               |
| 力 (F)     | lb              | kgf             | lbF                | kgf                | pdl              | dyn              | sn               | N                |
| 圧力 (p)   | lb/in2          | at              | PSI                | atm                | pdl/ft2          | Ba               | pz               | Pa               |